# Галыновка
Галыновка (бел. Галынаўка) — деревня в Кировском районе Могилёвской области Беларуси. Входит в состав Стайковского сельсовета.

## География
Деревня находится в юго-западной части Могилёвской области, на левом берегу реки Белой, при автодороге Н-10454, на расстоянии приблизительно 24 километров (по прямой) к северо-востоку от города Кировска, административного центра района. Абсолютная высота — 145 метров над уровнем моря. Площадь населённого пункта — 0,1183 км².

## История
По состоянию на 1910 год, в Голыновке имелось 9 дворов и проживало 64 человека (30 мужчин и 34 женщины). В административном отношении входила в состав Чигиринской волости Быховского уезда Могилёвской губернии.

## Население
По данным переписи 2019 года, в деревне проживало 14 человек.
| Год  | Население, человек |
| ---- | ------------------ |
| 1910 | 64                 |
| 2009 | ↘ 18               |
| 2019 | ↘ 14               |